# Pompeya, Veracruz
Pompeya är en ort i Mexiko.   Den ligger i kommunen Atzalan och delstaten Veracruz, i den sydöstra delen av landet, 230 km öster om huvudstaden Mexico City. Pompeya ligger 128 meter över havet och antalet invånare är 949.
Terrängen runt Pompeya är platt åt nordost, men åt sydväst är den kuperad. Runt Pompeya är det ganska tätbefolkat, med 93 invånare per kvadratkilometer. Närmaste större samhälle är Martínez de la Torre, 5,0 km norr om Pompeya. Omgivningarna runt Pompeya är en mosaik av jordbruksmark och naturlig växtlighet.